# Ksar Igharghar
Ksar Igharghar (en arabe : قصر إغرغر) est un village fortifié du sud-est du Maroc situé dans la province de Zagora (région de Draa-Tafilalet).

## Galerie

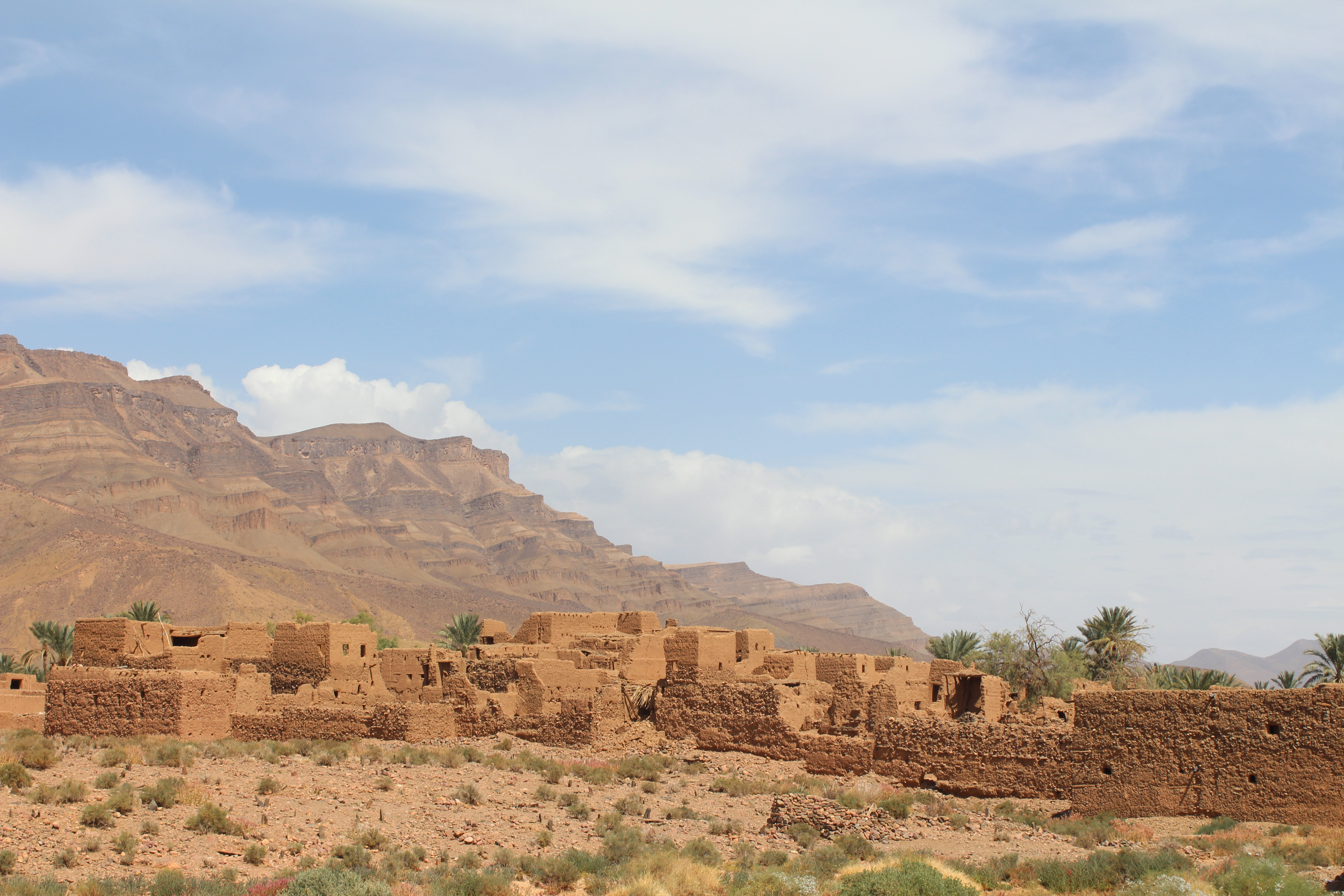
Vue éloignée.
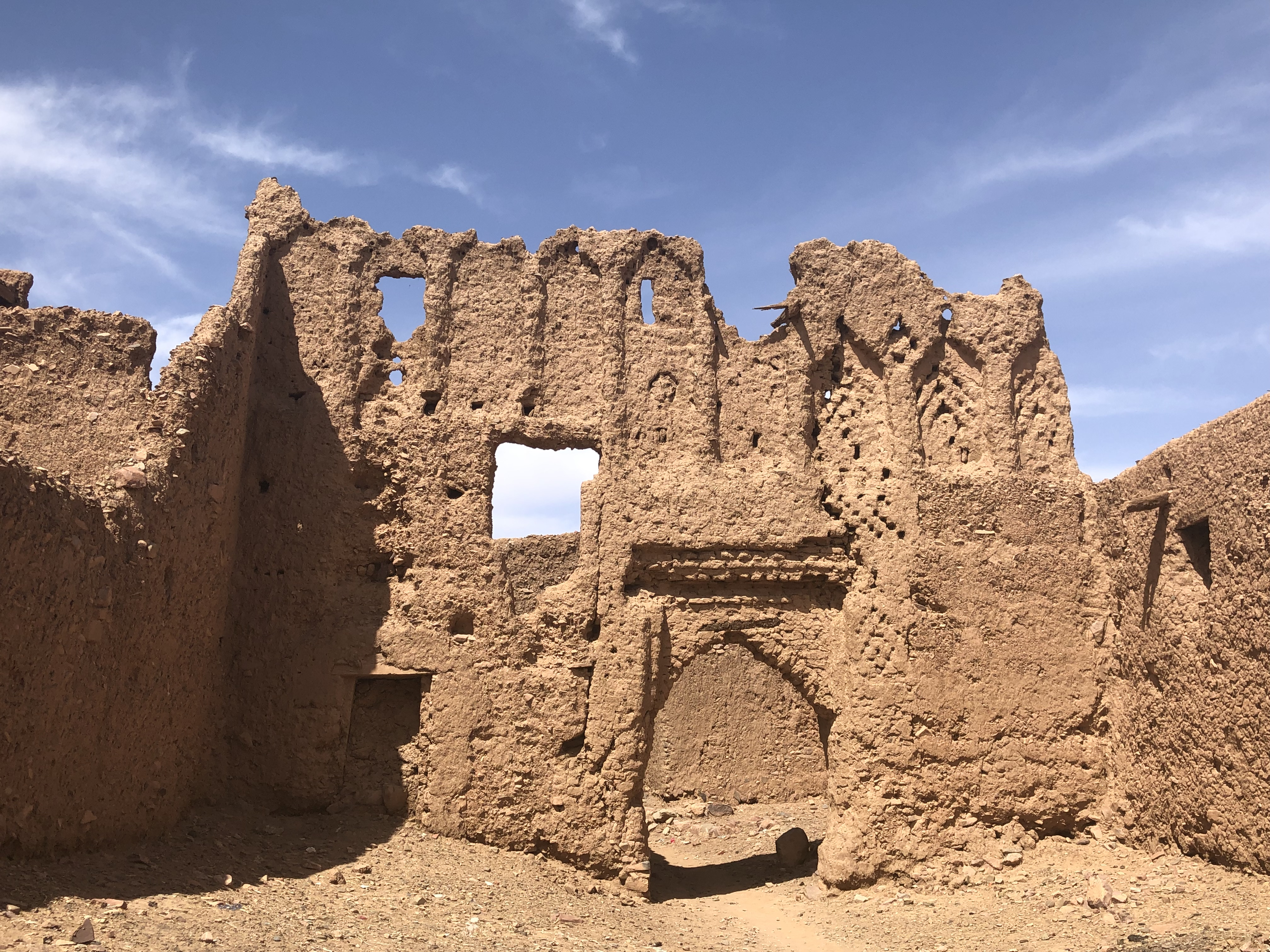
Revers d'une porte monumentale.
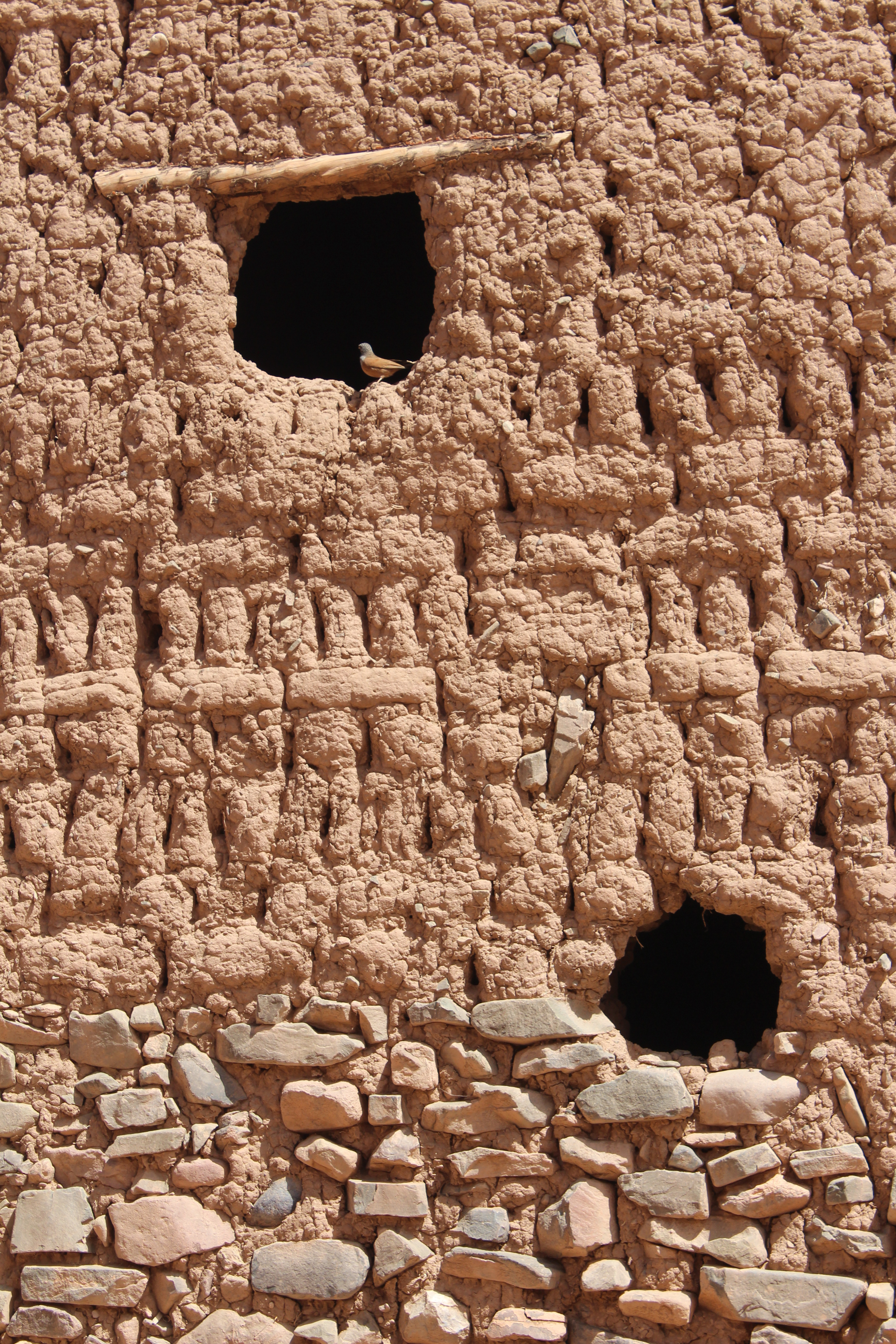
Détail du mode constructif : soubassement de terre et blocs non-taillés, partie supérieure en briques de terre crue.
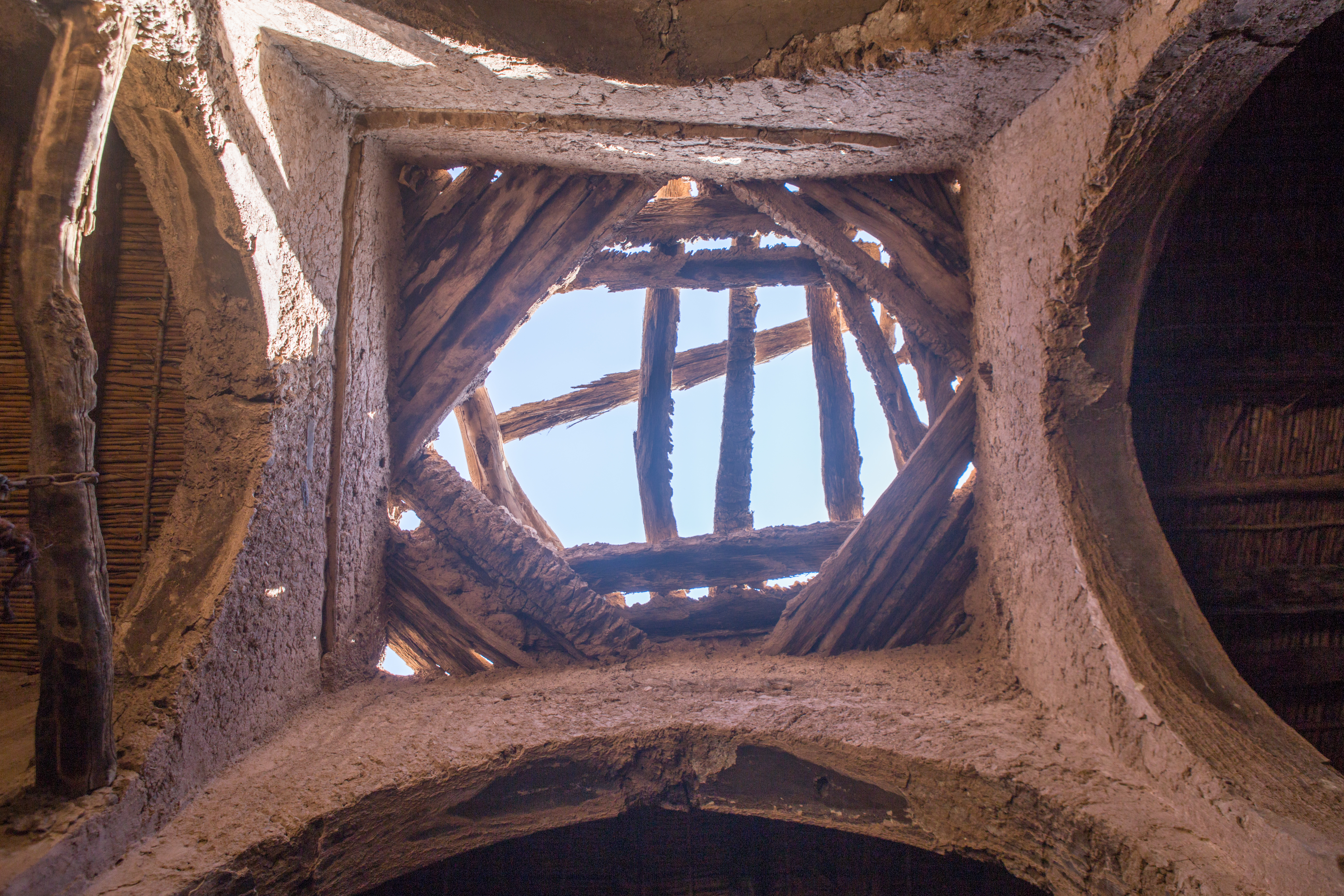
Restes de la couverture d'un dôme.